# Мирошниковка (Харьковская область)
Мирошниковка (укр. Мирошниківка) — село,
Резуненковский сельский совет,
Коломакский район,
Харьковская область, Украина.
Код КОАТУУ — 6323280609. Население по переписи 2001 года составляет 168 (74/94 м/ж) человек.

## Географическое положение
Село Мирошниковка находится на берегу Мирошниковского водохранилища, расположенного на реке Коленивка. Выше по течению примыкает село Анновка, ниже по течению примыкает село Калениково.
На расстоянии в 1 км проходит автомобильная дорога E 40 (М-03).

## История
- 1750 — дата основания.

## Экономика
- «Зоря», ООО.
- Молочно-товарная ферма.

## Объекты социальной сферы
- Клуб.
- Фельдшерско-акушерский пункт.

## Достопримечательности
- Братская могила советских воинов и памятный знак воинам-односельчанам. Похоронено 77 воинов.